# 우피 골드버그
우피 골드버그(Whoopi Goldberg, 1955년 11월 13일 ~ )는 미국의 스탠드업 코미디언, 배우, 텔레비전 진행자, 작가, 싱어송라이터이다.
영화 《컬러 퍼플》(1985)에서 학대받는 남부 아프리카계 미국인 여성 실리 해리스 존슨 역으로 영화계에서 주목 받기 시작했다. 이 역으로 아카데미 여우주연상 후보에 올랐고, 골든 글로브상을 받았다.
1990년 골드버그는 블록버스터 영화 《사랑과 영혼》에서 살해 당한 사람이 자기를 죽인 사람을 찾도록 도와주는 영매 오다 메이 브라운 역을 맡았다. 이 연기로 골든 글로브상과 아카데미 여우조연상을 받았다.
이후 주요 출연작으로 《시스터 액트》(1992), 《라이온 킹》(1994), 《레게 파티》·《야! 러그래츠》(1998), 《처음 만나는 자유》(1999), 《노브레인 레이스》(2001) 등이 있다.
골드버그는 텔레비전 연기로 에미상 후보에 13번 오르기도 했다. 1998년부터 2002년까지 게임 쇼 《할리우드 스퀘어즈》 공동 제작자이자 중심 출연자였다. 2007년부터 토크쇼 《더 뷰》 사회자 겸 공동 진행자를 맡아왔는데, 이를 통해 2009년 에미상 수상에 성공했다.
골드버그는 브로드웨이와 음악 산업에서도 성공을 거두었으며, 아카데미상, 에미상, 그래미상, 토니상을 모두 받은 소수 중 한 명이다. 또한 영국 아카데미 영화상을 받았고, 피플스 초이스상을 4회 수상했으며, 2001년 할리우드 명예의 거리에 등재되었다.

## 출연 작품

### 영화
- 컬러 퍼플 (1985)
- 위기의 암호명 (1986)
- 페이탈 뷰티 (1987)
- 위기일발 밤도둑 (1987, Burglar)
- 사랑과 영혼 (1990)
- 스포트라이트 (1991)
- 플레이어 (1992)
- 사라피나 (1992)
- 시스터 액트 (1992)
- 시스터 액트 2 (1993)
- 원초적 무기 (1993)
- 메이드 인 아메리카 (1993)
- 코리나 코리나 (1994)
- 스타 트랙 7 - 넥서스 트랙 (1994)
- 문라이트 앤 발렌티노 (1995)
- 보이즈 온 더 사이드 (1995)
- 미시시피의 유령 (1996)
- 보거스 (1996)
- 에디 (1996)
- 미스터 커티 (1996)
- 인 앤 아웃 (1997)
- 알란 스미시 영화 (1997)
- 레게 파티 (1998)
- 처음 만나는 자유 (1999)
- 사랑이 지나간 자리 (1999)
- 록키와 불윙클 (2000)
- 노브레인 레이스 (2001)
- 네메시스 (2002)
- 펭귄들의 익살극 (2007) - 목소리 출연
- 리틀 빗 오브 헤븐 (2011)
- 머펫 대소동 (2011)
- 닌자터틀 (2014)
- 탑 파이브 (2014)
- 디센던츠 2 (2017)
- 틸 (2022) - 앨마 역 (제작 겸임)
- 맥신의 아들: 타일러 페리 이야기 (2023, Maxine's Baby: The Tyler Perry Story) - 다큐멘터리
- 에즈라 (2023, Ezra)
- 컬러 퍼플 (2023)

### 애니메이션 영화
- 페이지마스터 (1994)
- 라이온 킹 (1994)
- 빨간 코 순록 루돌프 (1998)
- 야! 러그래츠 (1998)
- 멍키본 (2001)
- 피노키오 3000 (2004)
- 라이온 킹 3 (2004)
- 레이싱 스트라이프스 (2005)
- 리틀 야구왕 앤디 (2006)
- 토이 스토리 3 (2010)
- 럭 (2022) - 캡틴 역

### 텔레비전
- 블루문 특급 (1986)
- 피위의 플레이하우스 (1988)
- 스타 트렉: 더 넥스트 제너레이션 (1988-93)
- 세서미 스트리트 (1990-2001, 2004)
- 납골당의 미스터리 (1991)
- 못말리는 유모 (1998)
- 새터데이 나이트 라이브 (1998-2002)
- 앱솔루틀리 패뷸러스 (2002)
- 로앤오더: 뉴욕 특수수사대 (2006)
- 크리스는 괴로워 (2006)
- 30 ROCK (2007-09)
- 더 뷰 (2007-현재) - 사회, 진행
- 안투라지 (2008)
- 헬's 키친 (2008-10) - 본인
- 헤크 패밀리 (2012)
- 서버가토리 (2012)
- 666 파크 애비뉴 (2012)
- 글리 (2012-14)
- 원스 어폰 어 타임 인 원더랜드 (2013-14)
- 내슈빌 (2014-16)
- 로앤오더: 성범죄 전담반 (2015)
- 블루 블러드 (2016-20)
- 레이트 쇼 위드 스티븐 콜베어 (2018)
- 인스팅크트 (2018)
- 루폴의 드래그 레이스 (2020) - 객원 심사위원
- 더 스탠드 (2020-21)
- 스테이지드 (2021)
- 스타트렉: 피카드 (2022)

### TV 애니메이션
- 출동! 지구특공대 (1990-92)
- 로봇 치킨 (2012)
- 하이호! 일곱난쟁이 (2014-16)
- 투모로우 나라의 마일스 (2016)
- 보잭 홀스맨 (2018)
- 아발로 왕국의 엘레나 (2018-20)
- 스쿠비 두, 게스 후? (2019)
- 썸머 캠프 아일랜드 (2019-현재)
- 버블버블 인어친구들 (2021)
- 신비한 개구리 나라 앰피비아 (2022)